# João Figueiredo
João Baptista de Oliveira Figueiredo (Portugisisk udtale: [ʒuˈɐ̃w baˈtʃistɐ dʒi oliˈvejɾɐ fiɡejˈɾedu]; 15. januar 1918 – 24. december 1999) var en brasiliansk militær leder og politiker, der var Brasiliens 30. præsident fra 15. marts 1979 til 15. marts 1985. Han var den sidste leder af det militærdiktatur, der styrede landet efter statskuppet i Brasilien i 1964.
Før han blev præsident var han chef for Serviço Nacional de Informações (SNI), der var Brasiliens efterretningstjeneste under militærdiktaturet, under sin forgænger, Ernesto Geisel, som udnævnte ham til præsident ved afslutningen af sin egen embedsperiode.